# Münchwilen (Turgovia)
Münchwilen (toponimo tedesco) è un comune svizzero di 5.377 abitanti del Canton Turgovia, nel distretto di Münchwilen del quale è capoluogo.

## Geografia fisica

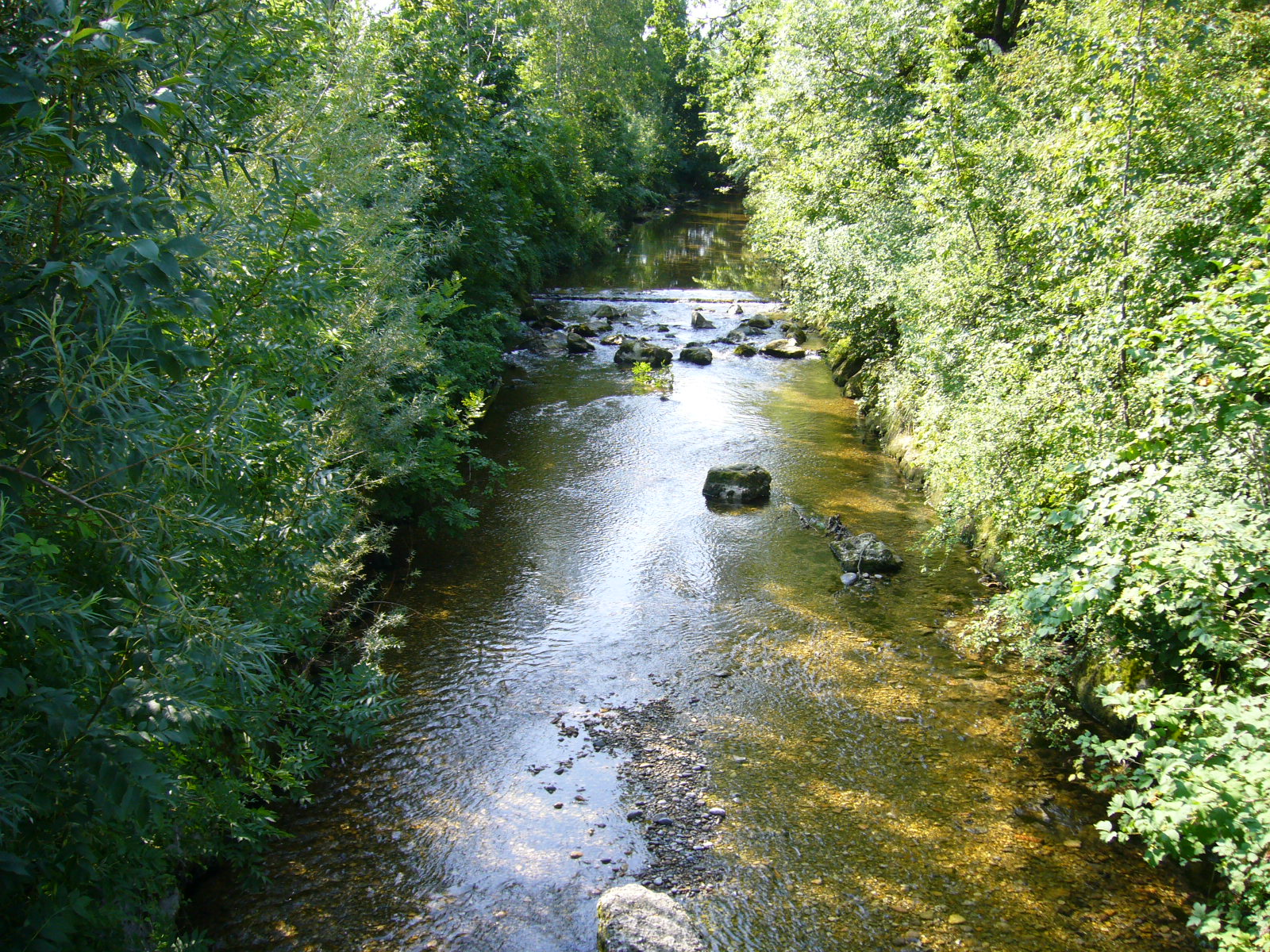
Un tratto del fiume Murg nel comune.

Il comune ha un'area di 7,79 chilometri quadrati, perlopiù utilizzati a scopi agricoli. Della parte occupata da costruzioni, la maggior parte consiste in edifici industriali. Il comune è attraversato dal fiume Murg.

## Storia

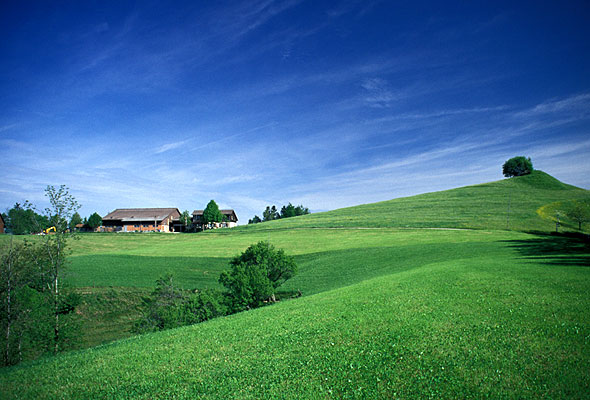
Azienda agricola nel comune.

Münchwilen viene menzionato per le prime volte nel 1160 e nel 1170 come parte dei possedimenti dell'Abbazia di San Gallo. Dalla fine del XV secolo fino al 1798 appartenne alla cosiddetta Alta Corte di Tuttwilerberg, in cui il governatore della Confederazione Svizzera o il suo vice detenevano sia l'alta che la bassa giustizia. Fino alla fondazione della parrocchia riformata di Münchwilen-Eschlikon nel 1935 (che comprendeva Oberhofen, Sankt Margarethen e Wallenwil), faceva parte della parrocchia di Sirnach.  La parrocchia di Sirnach si convertì durante la Riforma protestante e divenne una chiesa interconfessionale. Nel 1937 fu costruita una chiesa riformata a Münchwilen, seguita nel 1968 dalla chiesa cattolica di Sant'Antonio. L'energia idrica del fiume Murg (nel 1601 fu costruito un mulino per la macinazione), il Murgbrücke (ponte sul Murg) verso Oberhofen (costruito nel 1774) e l'ampliamento della strada Wil-Winterthur (nel 1785) costituirono la base per l'espansione della città e lo sviluppo del turismo e dell'industria manifatturiera.
Nel 1817 fu fondato un cotonificio, che si sviluppò nella fabbrica di tessitura del cotone Heitz e la filanda Zellweger. Nel 1866, la Wäffler-Egli gestiva 5.228 fusi e la società J. Heitz & Cie impiegava circa mille lavoratori a domicilio. Nel 1871 il centro industriale regionale sostituì Tobel come capoluogo del distretto. L'apertura della ferrovia Frauenfeld-Wil nel 1887 portò a una forte crescita del villaggio. Nel 1858, Sutter (venditore di prodotti per la pulizia) fondò una fabbrica di aceto a Münchwilen, che in seguito fece parte di Unilever e poi divenne la Johnson Diversey. Altre importanti aziende a Münchwilen includevano la Swisstulle AG e la fabbrica di lampade e articoli metallici Huco AG.
Per quanto riguarda l'aspetto prettamente amministrativo, nel 1824 Münchwilen ha inglobato il comune soppresso di Mezikon e nel 1950 quelli di Oberhofen bei Münchwilen (che a sua volta nel 1871 aveva inglobato la frazione di Holzmannshaus, già comune autonomo poi aggregato a Hofen-Holzmannshaus nel 1812) e Sankt Margarethen.

## Monumenti e luoghi d'interesse

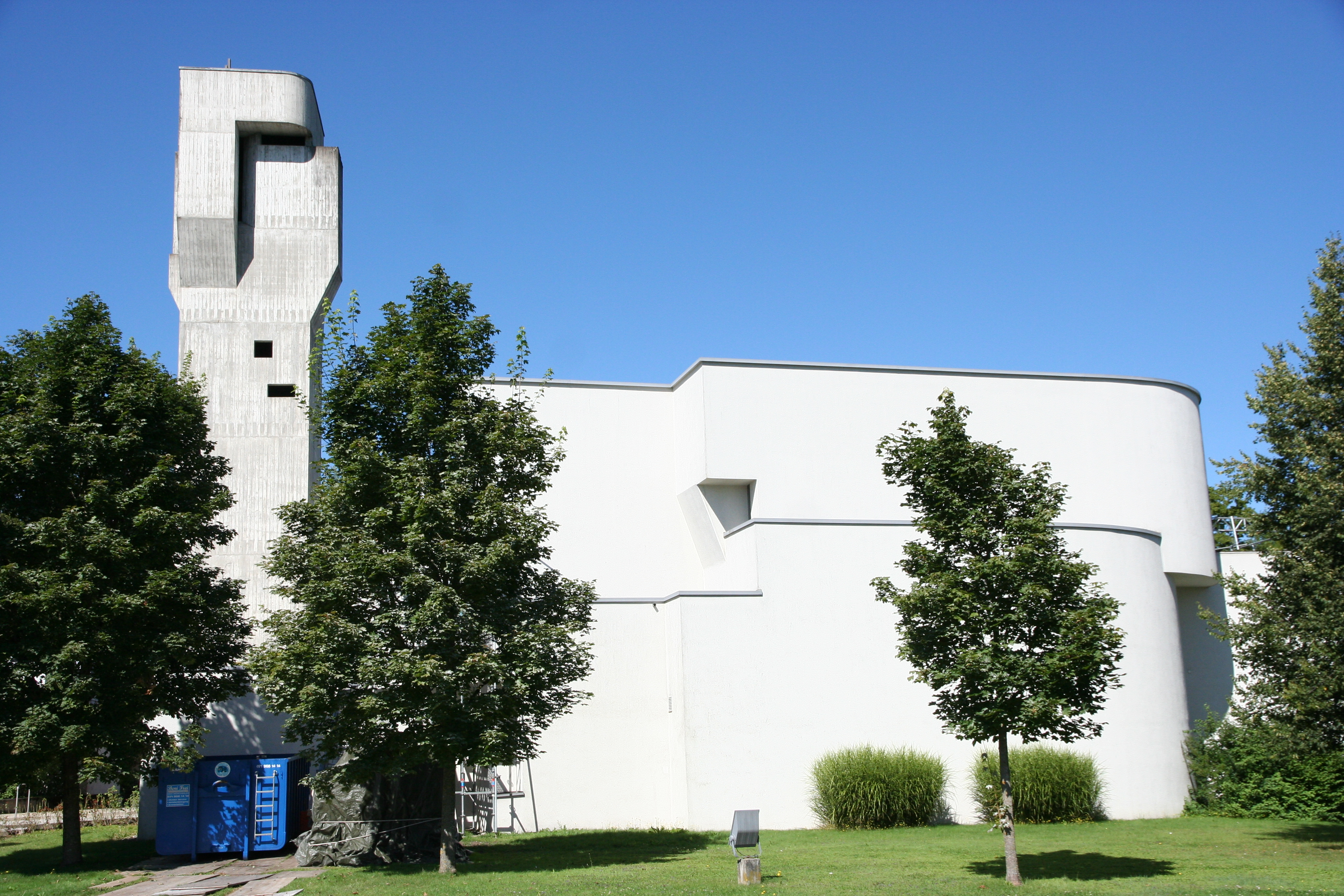
La chiesa cattolica di Sant'Antonio

Il sito della cappella di Sankt Margarethen, cappella tardogotica consacrata nel 1642 e visitata dai pellegrini della via Sveva, è presente nell'Inventario svizzero dei beni culturali d'importanza nazionale e regionale. Sono inoltre presenti:
- Chiesa riformata, eretta nel 1937[2];
- Chiesa cattolica di Sant'Antonio, eretta nel 1968[2].

## Società

### Evoluzione demografica
L'evoluzione demografica è riportata nella seguente tabella (dal 1950 con Oberhofen bei Münchwilen e Sankt Margarethen):

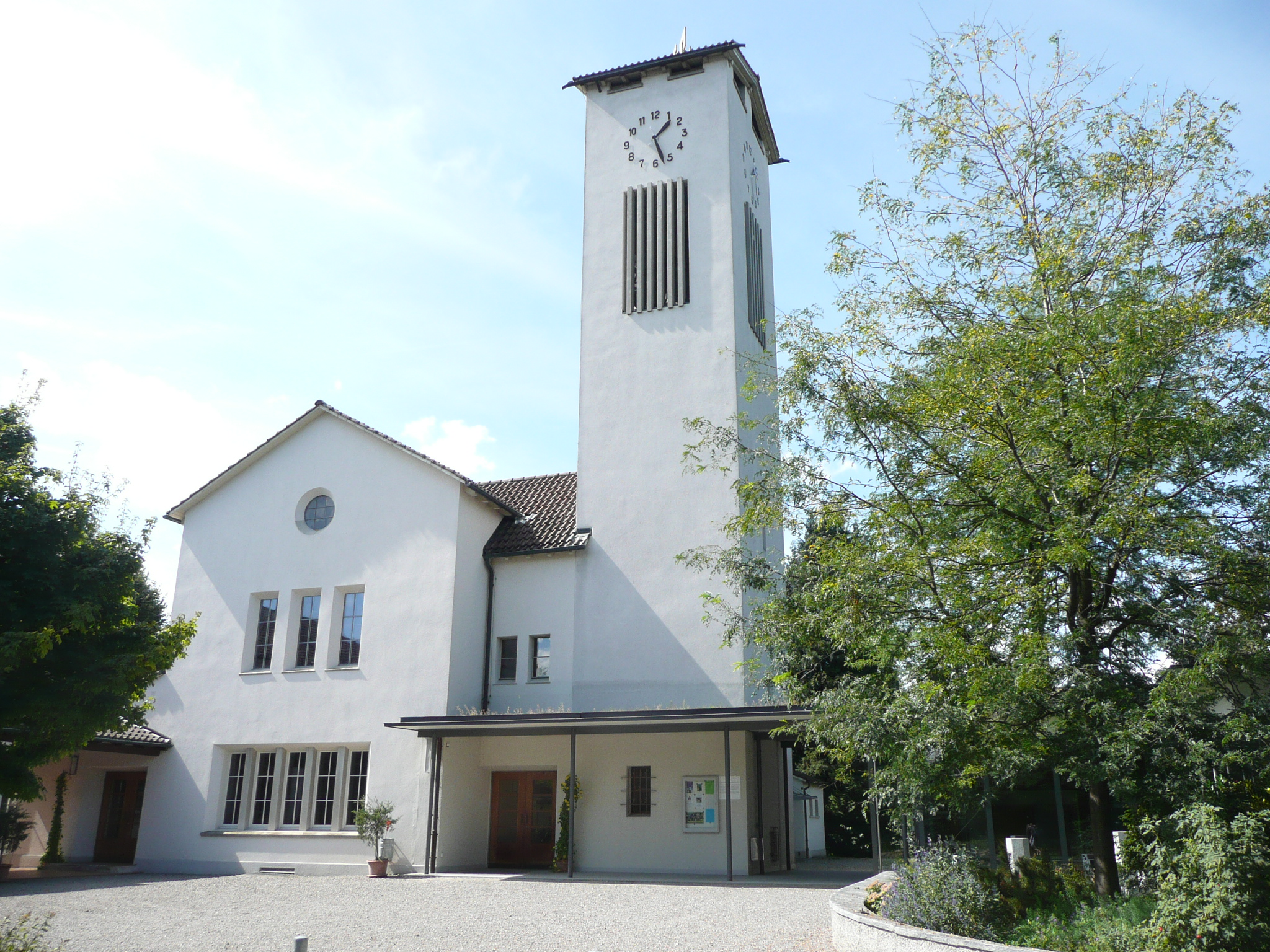
La chiesa riformata

Abitanti censiti

## Geografia antropica

### Frazioni
- Mezikon[2]
- Oberhofen bei Münchwilen[6]
  - Holzmannshaus[3]
  - Knechtlishaus[6]
  - Pfannenstiel[6]
- Sankt Margarethen[7]
  - Mörikon[7]
  - Sedel[7]

## Infrastrutture e trasporti
Il comune è servito dall'uscita omonima sull'autostrada A1, parte della strada europea E60, ed è attraversato dalla strada principale 7.
Münchwilen è servito dalla ferrovia Frauenfeld-Wil con la stazione omonima e la stazione di Münchwilen Pflegeheim.

## Amministrazione
Ogni famiglia originaria del luogo fa parte del cosiddetto comune patriziale e ha la responsabilità della manutenzione di ogni bene ricadente all'interno dei confini del comune.